# 九龍巴士278K線
九龍巴士278K線是香港北區的一條循環巴士路線，來往聯和墟及粉嶺站，提供聯和墟綠悠軒、帝庭軒、榮輝中心、榮福中心、粉嶺樓村一帶來往港鐵粉嶺站的接駁巴士服務。

## 歷史
- 1999年9月5日：為配合聯和墟私人屋苑落成，本線投入服務，總站設於和滿街。
- 2001年3月4日：本線總站遷往帝庭軒一期地下的永久總站。
- 2001年6月：本線與278X線提供八達通轉乘優惠。
- 2001年12月：本線與270A線提供八達通轉乘優惠。
- 2013年8月17日：調整班次。路線將以粉嶺鐵路站為班次定時點。巴士到達此巴士總站後，或會等待至預定開車時間，然後才繼續車程往聯和墟。
- 2015年5月30日：往粉嶺站方向改停新運路祥華邨祥頌樓站，不再停靠沙頭角公路粉嶺消防局站[2]。
- 2015年12月31日：增設到站時間預報。
- 2017年12月24日：尾班車時間延至01:00

## 服務時間及班次
| 聯和墟開         | 聯和墟開    | 聯和墟開     |
| 日期             | 服務時間    | 班次（分鐘） |
| ---------------- | ----------- | ------------ |
| 星期一至五       | 05:50-06:30 | 10           |
| 星期一至五       | 06:30-21:00 | 6-9          |
| 星期一至五       | 21:00-22:00 | 10           |
| 星期一至五       | 22:00-00:00 | 12           |
| 星期一至五       | 00:00-01:00 | 15           |
| 星期六           | 05:50-06:30 | 10           |
| 星期六           | 06:30-20:00 | 7/8          |
| 星期六           | 20:00-23:00 | 10           |
| 星期六           | 23:00-00:00 | 12           |
| 星期六           | 00:00-01:00 | 15           |
| 星期日及公眾假期 | 05:50-07:00 | 10           |
| 星期日及公眾假期 | 07:00-07:45 | 9            |
| 星期日及公眾假期 | 07:45-18:45 | 7/8          |
| 星期日及公眾假期 | 18:45-21:00 | 9            |
| 星期日及公眾假期 | 21:00-22:00 | 10           |
| 星期日及公眾假期 | 22:00-00:00 | 12           |
| 星期日及公眾假期 | 00:00-01:00 | 15           |

## 收費
全程：$4.3
| - 本線設有12歲以下小童及65歲或以上長者半價優惠。 - 65歲或以上香港居民使用「樂悠咭」，以及12歲以下合資格殘疾兒童使用「殘疾人士身份」個人八達通繳付車資，均可享有每程$2.0或半價（以較低者為準）的票價優惠；12至64歲合資格殘疾人士使用「殘疾人士身份」個人八達通（包括「樂悠咭」），以及60至64歲香港居民使用「樂悠咭」繳付車資，均可享有每程$2.0或全費（以較低者為準）的票價優惠。 - 65歲或以上長者如使用長者或一般個人八達通繳付車資，則只可享有半價優惠；12至64歲合資格殘疾人士如不使用「殘疾人士身份」個人八達通，以及60至64歲人士如不使用「樂悠咭」繳付車資，必須繳付全費。 - 乘客可以現金或八達通於上車時付款，不設找續。 |

### 八達通轉乘優惠
乘客登上本線後150分鐘內以同一張八達通卡轉乘以下路線，或從以下路線登車後150分鐘內以同一張八達通卡轉乘本線，次程可獲車資折扣優惠：
278K←→273A/D
- 278K往粉嶺站 → 273A/D任何方向，次程可獲$4折扣優惠
- 273A/D任何方向 → 278K往聯和墟，次程車資全免

278K←→九龍／荃灣市區路線
- 278K往粉嶺站 → T270、270A、270B、270P或278X/A/P往九龍／荃灣，次程可獲$3.5/$4.2折扣優惠
- 270A、270B或278X往上水 → 278K往聯和墟，次程車資全免

278K←→香港島路線
- 278K往粉嶺站 → 373、673(P)或978系往香港島，次程可獲$3.5折扣優惠
- 373、673往上水或978往華明 → 278K往聯和墟，次程車資全免

## 使用車輛
初時本路線主要用車為丹尼士長矛（AN）及三菱MK117J（AM）單層空調巴士，隨著該兩款巴士年事已高行將退役，由2010年6月14日起，本線全線車隊相應地改派兩部配備歐盟五型環保引擎的12米MCV Evolution車身富豪B7RLE低地台單層空調巴士及兩部配備歐盟四型環保引擎10.6米斯堪尼亞K230UB低地台單層空調巴士（ASB8／NV3632、ASB10／NV4082），進一步提升本路線的服務及與主要競爭對手專線小巴52A、54A、56A互相競爭。為免佔據短車資源及提高座位載客量，由2010年11月23日起，本線加派兩輛12米富豪B7RLE低地台單層空調巴士取代兩部10.6米斯堪尼亞K230UB低地台單層空調巴士（ASB8／NV3632、ASB10／NV4082），一度成為第四條全線以該款巴士及全線以歐盟五型引擎巴士作主力車隊的九巴路線（首三條為73K線、34M線及14C線），但2011年4月27日起（AVC35／PJ7732）被調走，改派一部12米斯堪尼亞K230UB單層低地台空調巴士（ASC2／NV8552）替代。 
現時用車為4輛斯堪尼亞K230UB 12米 (ASC) ，均屬上水車廠。
| 車隊編號 | 車牌   |
| -------- | ------ |
| ASC3     | NV9002 |
| ASC4     | NV9439 |
| ASC9     | NX4123 |
| ASC10    | NX4335 |

## 行車路線
經：和泰街、和睦路、粉嶺樓路、沙頭角公路—龍躍頭段、新運路、粉嶺車站路、沙頭角公路—龍躍頭段、粉嶺樓路、和睦路及聯安街。

### 走線圖

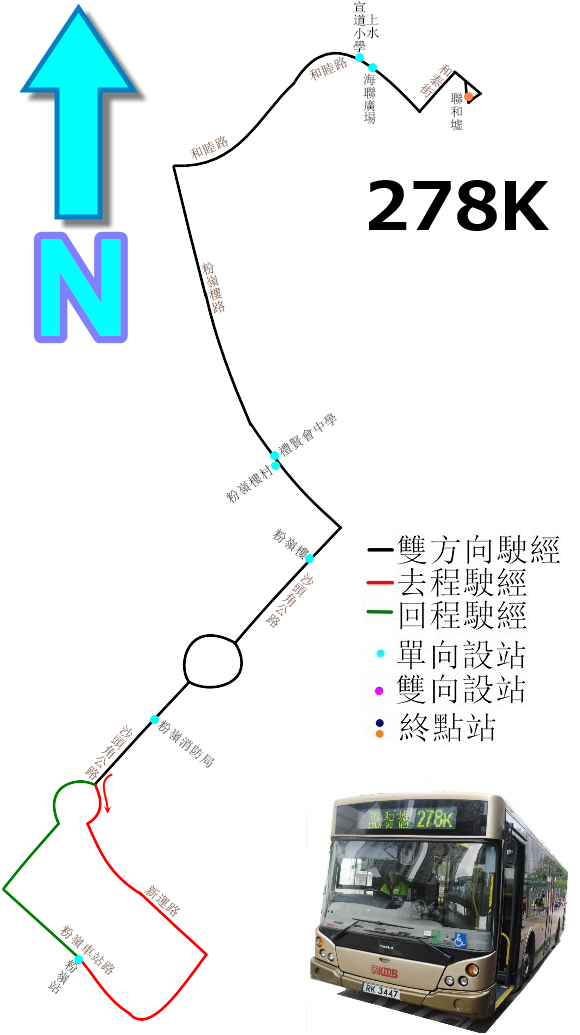

### 沿線車站
| 聯和墟開 | 聯和墟開           | 聯和墟開            |
| 序號     | 車站名稱           | 位置                |
| -------- | ------------------ | ------------------- |
| 1        | 聯和墟巴士總站     | 聯和墟巴士總站      |
| 2        | 海聯廣場           | 和睦路              |
| 3        | 禮賢會中學         | 粉嶺樓路            |
| 4        | 祥華邨祥頌樓（A1） | 新運路              |
| 5        | 粉嶺站（C1）       | 粉嶺車站路          |
| 6        | 粉嶺樓             | 沙頭角公路—龍躍頭段 |
| 7        | 粉嶺樓村           | 粉嶺樓路            |
| 8        | 上水宣道小學       | 和睦路              |
| 9        | 聯和墟巴士總站     | 聯和墟巴士總站      |

## 客量
由於本路線受到專線小巴52A、54A及56A競爭，加上車費比小巴昂貴，為吸引乘客乘搭本線，九巴曾於2001年先後加設本路線與278X及270A八達通轉乘優惠後，本線變成去程回贈5角及回程免費，吸引了部份轉車乘客乘搭。並且，於早上上班與晚上下班繁忙時間，客量頗高，原因本線於該時段班次頻密，故吸引了部份專線小巴乘客乘搭。但非繁忙時間的客量一直偏低。
隨著本路線巴士車隊因年事已高需要更新，改派全新的單層低地台空調巴士行走，預期本路線吸引力可以得到提升。
《2013年施政報告》提出以「區域模式」方式重組巴士路線，北區將成為第一個試點，並設立區域巴士轉乘站，及重組區內路線，本路線擬在新重組路線計劃下停辦，由70K作替代，但最後獲得保留。

## 交通意外
- 2012年8月11日，一輛由聯和墟開往粉嶺站的278K線單層九巴，沿和睦路左轉駛至時，巴士左邊車身撞及工程車車尾，車門玻璃及三扇車窗即時爆裂，碎片四濺。